# Pauwegaude
Pauwegaude – gaun wikas samiti w zachodniej części Nepalu w strefie Gandaki w dystrykcie Syangja. Według nepalskiego spisu powszechnego z 2001 roku liczył on 771 gospodarstw domowych i 3337 mieszkańców (1873 kobiet i 1464 mężczyzn).